# Fort Vossegat

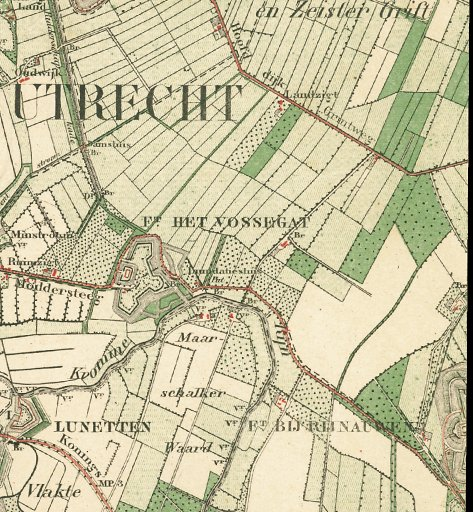
Fort Vossegat en omgeving op een Militaire Topografische Kaart uit 1874.

De verplaatste en gerenoveerde Tamboershut.

Fort Vossegat is een voormalig fort in de Nederlandse provincie Utrecht tussen de Lunetten op de Houtense Vlakte en Fort de Bilt. Voor de bouw van fort Vossegat (1817-1819) werd gebruikgemaakt van een in 1787 door patriotten op de noordelijke oever van de Kromme Rijn opgeworpen batterij ter hoogte van de splitsing van de Kromme Rijn (oostkant) en de Minstroom (noordkant).

## Beschrijving en functie fort
In 1817-1819 bestond het verdedigingswerk uitsluitend uit aarden wallen omringd door een gracht. Pas 30 jaar later werd in het fort een bomvrij wachthuis gebouwd. Het bakstenen gebouw is 30 meter lang en 20 meter breed en voorzien van schietgaten voor geschut en handvuurwapenen. Toen rond 1860 de reikwijdte van projectielen groter werd, werd de stad Utrecht niet meer beschermd. Daarom namen Het werk aan de Hoofddijk, Fort bij Rijnauwen, Fort bij Vechten en Fort het Hemeltje een gedeelte van de verdedigende taak over. In 1880 kwam het Fort bij Rijnauwen gereed waardoor de militaire noodzaak van het fort verminderde. Omstreeks 1912 werd het terrein toegevoegd aan de Kromhoutkazerne.
Het fort diende in eerste instantie ter afsluiting van het acces Kromme Rijn met zijn beide kaden en voor flankerend vuur op fort op de Biltstraat en Lunet I.

### Citaat uit het genieregister
Het fort Vossegat dient:

- 1e Om den aanvaller die op eene of andere wijze aan eene der zijden langs het Fort bij Rijnauwen mocht zijn doorgedrongen, tegen te houden en hem in samenwerking met het fort Rijnauwen zelf, het verblijf op het terrein achter dat fort onhoudbaar te maken;
- 2e om het werk aan den Hoofddijk te flankeren en, als dit werk mocht genomen zijn, den aanvaller aldaar te bestoken;
- 3e om, als de Lunetten op de Houtense vlakte mochten worden aangevallen, die werken krachtig te flankeren, o.a. door den aanvaller het verblijf aan de Noordzijde vóór die Lunetten te beletten en batterijen in de spoorwegdijken, weg ingesneden, te enfileeren;
- 4e om eventueel het fort op de Biltstraat te ondersteunen en den gemeenschapsweg derwaarts, b.v. bij niet gestelde of bevroren inundatie te flankeren;
- 5e om in verband met de Lunet N° 1 in alle omstandigheden den doortocht tusschen deze lunet en het fort te beletten;
- 6e als wachtfort en depotplaats voor de wederzijdse gemeenschapswegen.

### Bewapening
De bewapening in de eerste alinea is de bewapening van alleen het wachthuis die in de tweede alinea voor het gehele fort.
De bewapening bestaat uit 6 getrokken kanonnen van 12 cM L, die door Getr. kanonnen van 12 cM K st. zullen worden vervangen; 12 Gl. kanonnen van 9 cM, die door Houwitsers van 12 cM. zullen worden vervangen en 4 Coehoornmortieren. Bovendien is in dit fort 1/3 van het verdedigingspark opgelegd.
In een bijlage van een brief uit 1877 blijkt dat men na een mogelijke verbouwing van het wachthuis de bewapening zou worden gehandhaafd, dit waren: 6 kanonnen van 16 cM Zw. Getr., 2 kanonnen van 12 cM getr L.br., 7 kanonnen 12 cM IJ, 8 kanonnen 12 cM K. br. 4 kanonnen 9 cM L. br. 4 kanonnen 9 cM IJ 2 Mortieren van 29 cM, 8 kanonnen van 12 cM K getr br in remises en 2 Coehoornmortieren.

### Beplanting
Op en om het fort staan 560 bomen, 1010 meter doornenhaag, 80 meter rond hakhout langs de bermen en watertaluds en 19140 m² hakhout.

## Ballonpark
Aan het eind van de 19e eeuw speelde Fort Vossegat nog een bescheiden rol bij de militaire luchtvaart. In augustus 1886 schafte het Korps Genietroepen van het Nederlandse leger een waarnemingsballon aan. De luchtballon werd ondergebracht bij het zogenaamde Ballonpark in het Fort Vossegat. In 1887 kwam er een tweede kleinere ballon bij die de Genie zelf had gemaakt. Ze zijn eenmaal gebruikt tijdens een vijfdaagse oefening in april 1887. De experimenten kwamen snel ten einde door een gebrek aan kennis en geld en de twee ballonnen lagen verder opgeslagen in de geniemagazijnen. Ze werden uiteindelijk afgevoerd en daarmee kwam een einde aan de korte luchtvaarthistorie op het fort.

## Ongeluk van 1912
Op 5 september 1912 vond er een ongeluk plaats bij Fort Vossegat. Tijdens een oefening met het bouwen van een brug kwamen zes militairen om het leven. Van de 16 militairen die in het water terecht kwamen konden er twee zwemmen. Het ongeluk kreeg grote aandacht in Nederland. Er werd daarna gepleit voor zwemles voor militairen. De sergeant die verantwoordelijk was voor de oefening werd door het Hoog Militair Gerechtshof veroordeeld tot zeven dagen hechtenis.

## Onderdeel Kromhoutkazerne
Na het opschorten van de Kringenwet in 1953 werden de grachten en wallen in de zestiger jaren geleidelijk opgedoekt ten behoeve van de toenmalige uitbreiding van de Kromhoutkazerne en de aanleg van de Weg tot de Wetenschap naar de Uithof.
Op het terrein van de (nieuwe) Kromhoutkazerne zijn nog enkele restanten van het Fort Vossegat aanwezig:
- Het bomvrij wachthuis is in de periode 1849 tot 1851 gebouwd onder toezicht van Lt. Kol. Jhr. J.A.A.C. Ridder van Rappard en Kapt. G.V.W. baron van Hemert tot Dingshoff. Enigszins misleidend is de jaartalsteen met het jaartal 1850 die boven de toegangspoort is ingemetseld.
- Ter verbetering van de inundatie werd in 1861-1862 vóór fort Vossegat een doorlaatsluis (genoemd "de Brug met de twaalf gaten") in de Minstroom gebouwd om dat water bij inundatie te kunnen stuwen waardoor de Kromme Rijn buiten zijn oevers zou treden en daarmee een deel van dit relatief hoger gelegen en daardoor moeilijk te inunderen omringende gebied onder water te zetten.
- De Tamboershut, begon naar verluidt zijn leven in 1875 als officiershut en werd gebouwd als onderkomen voor de officieren van de Genie die tijdens hun oefeningen op het fort daar hun middagmaal konden gebruiken.

Het terrein is niet te bezoeken, maar vanaf de Kromhoutweg (op het terrein van het University College Utrecht) is de bomvrije wachtruimte goed te zien, evenals - verder weg - de Tamboershut. Vanaf de Weg tot de Wetenschap is de "de Brug met de twaalf gaten" te zien.
Op 7 april 2011 is op een hoek van het voormalige fort Vossegat, op de Weg tot de Wetenschap (bij het Zwembad Krommerijn) een herinneringsbord geplaatst. Het bord geeft informatie over de functie van het bijna geheel verdwenen fort en verwijst naar de drie onderdelen die nog te zien zijn.

## Naslagwerken
- Joep van Hoof, Defensie en de Domstad. Utrecht en zijn militaire verleden, Stichting Matrijs, Utrecht (2010). ISBN 9789053454213
- G. Koppert, De forten rond Utrecht, Stichting Matrijs, Utrecht (1984). ISBN 9789070482077